# Alter ego
Alter ego (latinsky druhé já) je fiktivní osoba, psychologicky totožná s autorem fikce. Termín je používán v literatuře, kde popisuje tu postavu z literárního díla, se kterou se autor zcela[zdroj⁠?!] ztotožňuje v názorech a psychologii. Může jít ale i o postavu neliterární, tj. kterou si autor fikce pouze představuje. Alter ego často prožívá to, co by si autor skutečně přál prožít (uskutečňuje autorovy potlačované, nebo neuskutečnitelné představy), nebo reaguje v situacích fikce tak, jak by v příslušné situaci jednal autor sám – například postava skeptického a zatrpklého osla Benjamína ve Farmě zvířat je (pravděpodobně) alter egem autora knihy, George Orwella.[zdroj?] S pojmem alter ego operují také různé psychologické a psychiatrické teorie.